# Новое Шигалеево
Новое Шигалеево — село в Пестречинском районе Татарстана Российской Федерации. Входит в состав Шигалеевского сельского поселения.

## География
Находится в северо-западной части Татарстана на расстоянии приблизительно 12 км на северо-запад по прямой от районного центра села Пестрецы на автомобильной дороге Казань-Тюлячи.

## История
Основано во второй половине XVIII века.

## Население
| 1859 | 1897 | 1926 | 1949  | 1958 | 1970 | 1979 |
| ---- | ---- | ---- | ----- | ---- | ---- | ---- |
| 399  | ↗517 | ↗600 | ↘286  | ↘206 | ↗218 | ↘162 |
| 1989 | 2002 | 2010 | 2021  |      |      |      |
| ↗226 | ↘225 | ↗305 | ↗7685 |      |      |      |

Постоянных жителей было: в 1859 году — 399 человек, в 1897 году — 517 человек, в 1908 году — 584 человека, в 1920 году — 624 человек, в 1926 году — 600 человек, в 1949 году — 286 человек, в 1958 году — 206 человек, в 1970 году — 218 человек, в 1979 году — 162 человека, в 1989 году — 226 человек, в 2002 году — 225 человек (из них татары — 54 %, русские — 42 %), по переписи 2021 года — 7685 человек.